# هربرت ماكدونالد
هربرت ماكدونالد (بالإنجليزية: Herbert Macdonald)‏ هو لاعب كرة قدم جامايكي، ولد في 23 مايو 1902، وتوفي في 1991.

## روابط خارجية
- هربرت ماكدونالد على موقع أوليمبيديا (الإنجليزية)